# Alison Jackson (Fotografin)

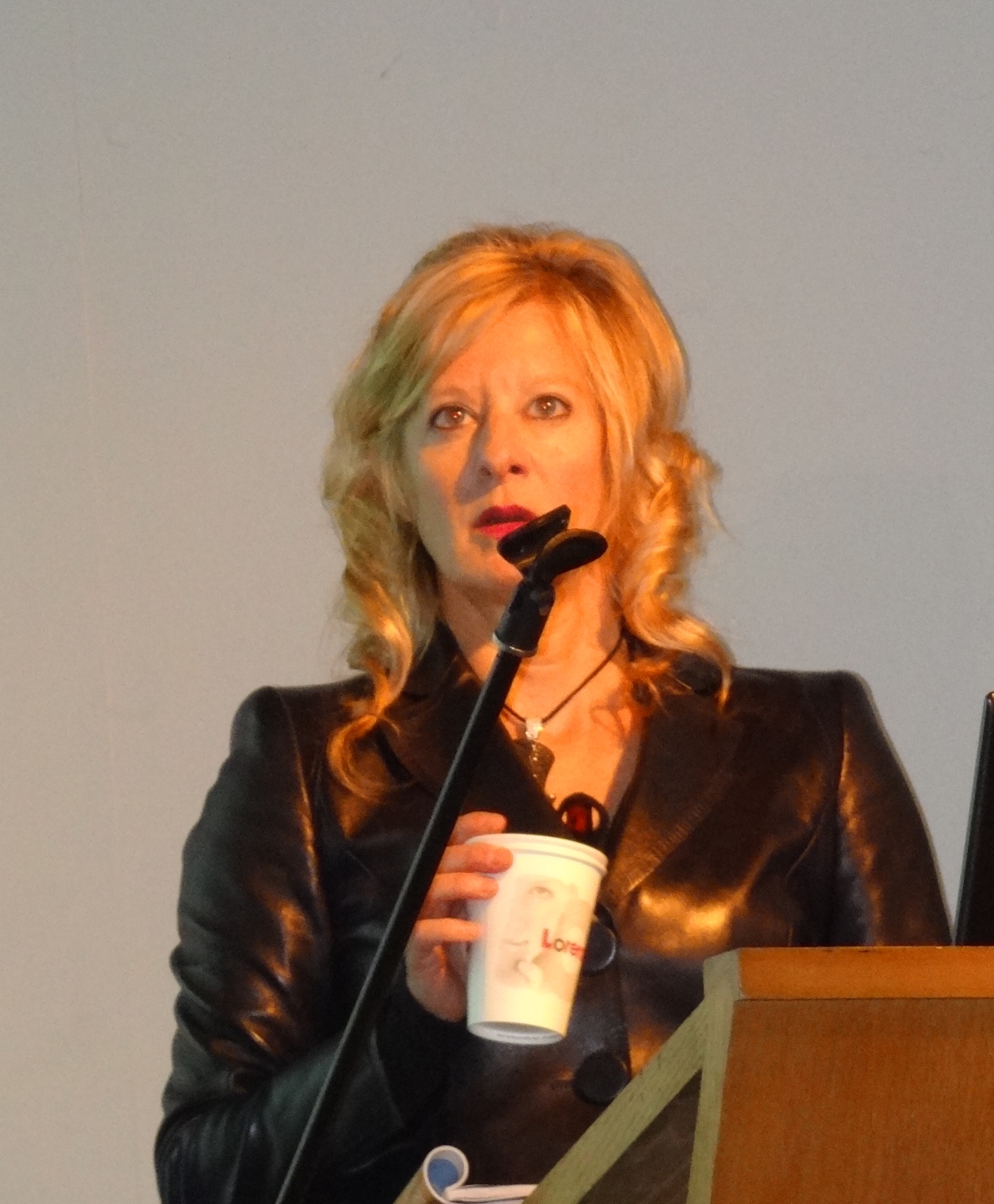
Alison Jackson im Haifa Museum of Art

Alison Jackson (* 15. Mai 1960 in Southsea, Hampshire) ist eine britische Fotografin und Videokünstlerin, die dafür bekannt ist, mit Doppelgängern berühmter Persönlichkeiten aus der Politik, der Film- und Musikbranche, vermeintlich intime Situationen zu inszenieren. So kann man auf einigen ihrer Aufnahmen z. B. George W. Bush bei Schießübungen betrachten, bei denen die Porträts von Wladimir Putin und Hillary Clinton als Zielscheiben dienen. Bill Gates bedient auf einem anderen bekannten Bild einen Apple-PC und die britische Königin Elisabeth II. spült ab.